# Emmanuel Boileau de Castelnau
Pour les articles homonymes, voir Boileau.
Jules Henri Emmanuel Boileau, baron de Castelnau, né à Nîmes le 1er juillet 1857 et mort à Montpellier le 23 mars 1923, est un alpiniste français vainqueur de la Meije.

## Biographie
Il découvre la montagne dans les Pyrénées à l'âge de treize ans, gravissant la Maladeta et l'Aneto. À dix-sept ans, il s'inscrit au Club alpin français fondé l'année précédente. En 1875, il se rend à Chamonix pour gravir le mont Blanc. Repoussé par une tempête, il fait la connaissance, à la descente, d'Henry Duhamel, créateur de la section grenobloise du club alpin français et spécialiste du haut Dauphiné. Celui-ci lui fait part de son désir de réussir l'ascension du Grand Pic de la Meije. Lassés du mauvais temps qui sévit à Chamonix, les deux hommes engagent trois guides de la vallée et se rendent à La Grave puis au rocher de l'aigle pour bivouaquer. L'entreprise est tentée par la face nord avec les trois guides (Alexandre Tournier, François et Léon Simond) mais l'expédition est bloquée par un passage trop périlleux dans un corridor formé de glace noire et de grésil. Ils n'atteignent cette année que le pic Central de la Meije (3 973 mètres), conquis par William Auguste Coolidge cinq ans auparavant. Plus tard, à Grenoble, Boileau de Castelnau fait la connaissance du président de la Société des Touristes du Dauphiné, qui lui fait rencontrer en 1876 Pierre Gaspard et son fils. Ils forment alors l'une des plus brillantes cordées de l'époque, réussissant rapidement un grand nombre de premières pendant les saisons 1876 et 1877. Le 4 août 1877, ils tentent ensemble une nouvelle ascension de la Meije par le versant sud, voie tentée l'année précédente par Henry Duhamel. Ils viennent à bout, avec difficulté et grâce à l'audace de Gaspard, de la muraille que Duhamel pensait infranchissable, mais contraints de renoncer par manque de temps, ils laissent en place une corde fixe. Ils y retournent le 16 août et atteignent non sans mal le sommet : La Meije est vaincue. La descente est encore plus éprouvante que la montée, et ils sont obligés de bivouaquer le 17 août sur une corniche inconfortable mais parviennent à rentrer à La Grave le lendemain.

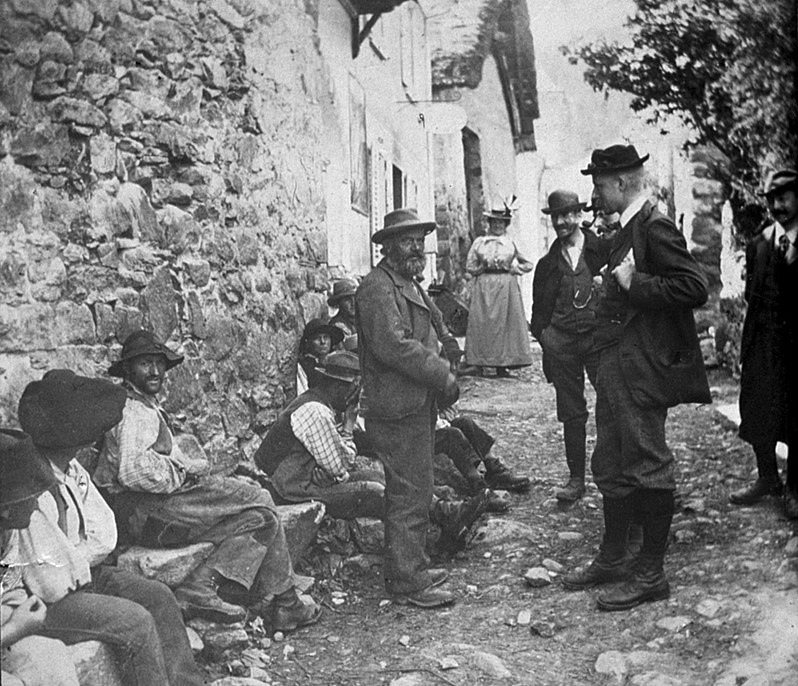
Boileau de Castelnau rendant visite au Père Gaspard à la Bérarde

La carrière alpine du très jeune Boileau de Castelnau, interrompue par le service militaire l'année suivante, s'achève définitivement en 1879.
Vingt ans plus tard, il termine cinquième du premier Tour de France automobile, en 1899 sur Amédée Bollée Fils.

## Ascensions

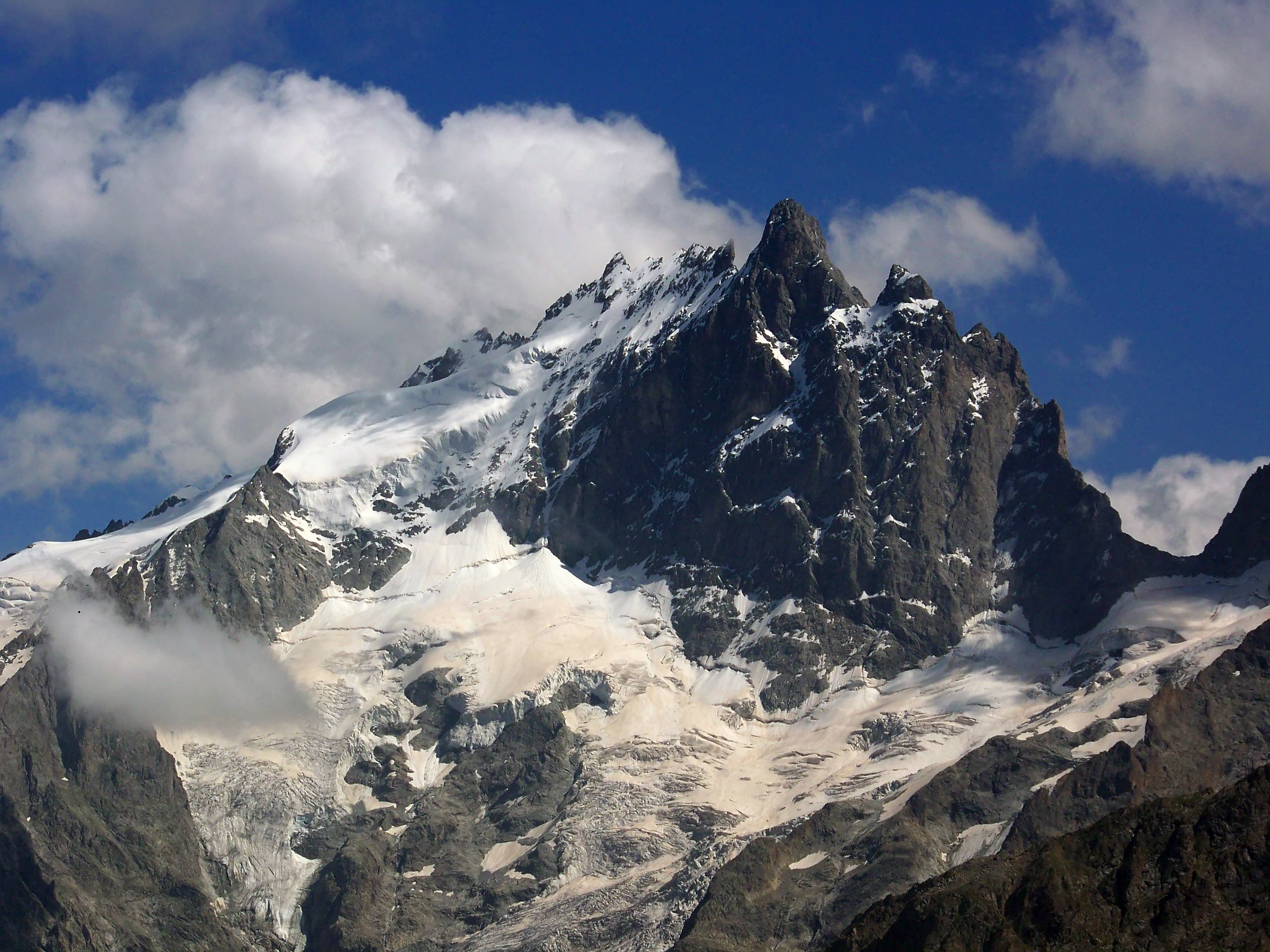
Grand Pic de la Meije

- 1875 - Première ascension de la Tête des Corridors (3 734 m), le 21 août
- 1875 - Pic Central de la Meije (3 973 mètres)
- 1876 - Première ascension de la Tête des Fétoules, le 29 août
- 1876 - Première ascension de l'aiguille d'Olan (3 360 m), le 2 septembre
- 1876 - Première ascension de la Tête de l'Étret, le 4 septembre
- 1876 - Première ascension du Pic Nord des Cavales (3 362 m), le 10 septembre
- 1876 - Première ascension de la Tête du Graou (3 168 m), le 18 septembre
- 1877 - Première ascension du Dôme de Neige des Écrins, le 21 juillet
- 1877 - Première ascension de la Tête du Rouget, le 23 juillet
- 1877 - Première ascension du Petit Pelvoux (3 753 m)
- 1877 - Première ascension du Grand Pic de La Meije, le 16 août[5]

## Bibliographie

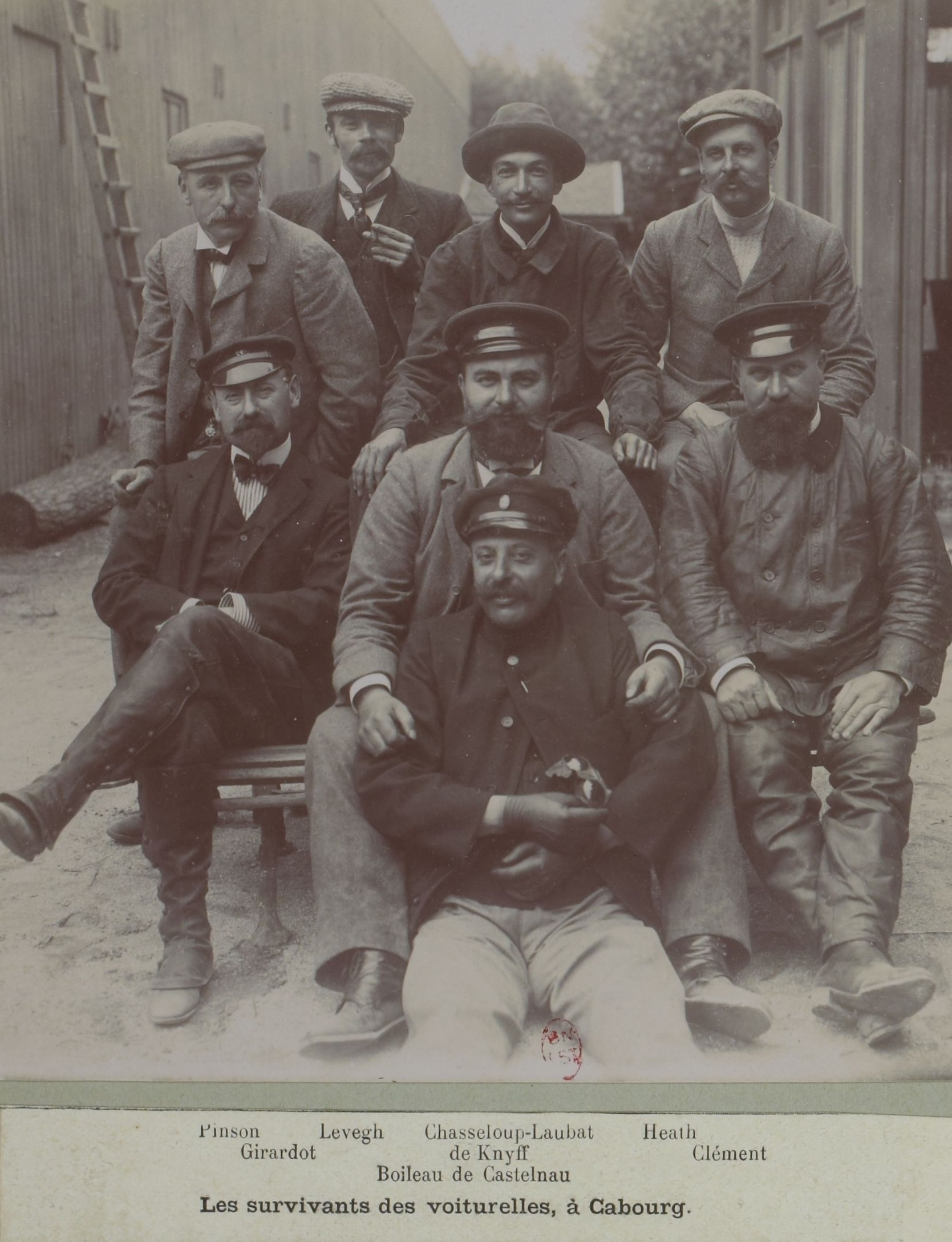
Boileau de Castelnau au TdF 1899 (bas au centre).